# Przebaczenie krwi
Przebaczenie krwi (ang. The Forgiveness of Blood) – amerykańsko-albańsko-duński dramat filmowy z 2011 roku w reżyserii Joshuy Marstona.

## Opis fabuły
Bohaterem filmu jest Nik, 17-latek, który mieszka w północnej Albanii (obwód Szkodra). Po ukończeniu liceum pragnie w swojej rodzinnej miejscowości otworzyć kafejkę internetową. Chce też pomóc swojej 15-letniej siostrze Rudinie, która planuje w przyszłości zapisać się na studia. Życie młodych ludzi ulega dramatycznej zmianie. Sąsiad rodziny - Sokol nabył prawa do ziemi, która od pokoleń była w rękach rodziny Nika. Jako nowy właściciel nie pozwala innym, aby mogli na nią wkraczać. Spór doprowadza do zbrodni. O zbrodnię zostaje oskarżony wuj Nika, a groźba zemsty zawisa nad całą rodziną Nika. Zgodnie z zasadami prawa zwyczajowego, Nik i jego młodszy brat Dren nie mogą opuścić domu, by nie narazić się na zemstę. Obowiązek troski o rodzinę spada na Rudinę.
Główne role w filmie zagrali aktorzy nieprofesjonalni.

## Obsada
- Tristan Halilaj jako Nik
- Sindi Lacej jako Rudina
- Refet Abazi jako Mark
- Veton Osmani jako Sokol
- Ilira Celaj jako Drita
- Çun Lajçi jako Ded
- Zana Hasaj jako Bardha
- Elsajed Tallalli jako Dren
- Luan Jaha jako Zef
- Erjon Mani jako Tom
- Esmeralda Gjonlulaj jako Bora
- Zefir Bushati jako Valmir
- Selman Lokaj jako Kreshnik
- Kol Zefi jako Shpend
- Ibrahim Ymeiri jako dyrektor szkoły

## Nagrody i nominacje
61. MFF w Berlinie
- Srebrny Niedźwiedź za najlepszy scenariusz − Joshua Marston i Andamion Murataj
- Nagroda Jury Ekumenicznego dla reżysera

MFF w Chicago
- Nagroda Silver Hugo za najlepszy scenariusz − Joshua Marston i Andamion Murataj

MFF w Hamptons
- Nagroda dla reżysera − Joshua Marston